# Károly Torma
Károly Torma (n. 13 octombrie 1829, Coldău, România – d. 28 februarie 1897, Anzio, Lazio, Regatul Italiei) a fost un jurist și arheolog maghiar din Transilvania. A fost titularul catedrei de drept public la Universitatea Franz Joseph din Cluj.
S-a numărat între inițiatorii culegerii Corpus Inscriptionum Latinarum, alături de Theodor Mommsen, pe care l-a avut oaspete la Cristeștii Ciceului.
Prin eforturile sale mithraeumul din Budapesta a fost conservat in situ, ca parte a Muzeului Aquincum, deschis în 1894.